# Campionato europeo maschile under 20 di pallavolo 1990
Il campionato europeo juniores di pallavolo maschile 1990 si è svolto dall'11 al 19 agosto 1990 a Minden, Berlino e Francoforte sul Meno, in Germania Ovest. Al torneo hanno partecipato 12 squadre nazionali europee e la vittoria finale è andata per l'undicesima volta, la seconda consecutiva, all'Unione Sovietica.

## Qualificazioni
Hanno partecipato al campionato europeo juniores la nazionale del paese ospitante, le prime tre squadre classificate al campionato europeo juniores 1988 e otto squadre provenienti dai gironi di qualificazioni.

## Regolamento
Le dodici sono state divise in due gironi: al termine della prima fase, le prime due classificate di ogni girone hanno acceduto alle semifinali per il primo posto, la terza e la quarta classificata di ogni girone hanno acceduto alle semifinali per il quinto posto, mentre le ultime classificate di ogni girone hanno acceduto alle semifinali per il nono posto.

## Gironi
| Girone A                                                       | Girone B                                                                 |
| -------------------------------------------------------------- | ------------------------------------------------------------------------ |
| Finlandia Germania Ovest Italia Jugoslavia Paesi Bassi Polonia | Bulgaria Cecoslovacchia Germania Est Portogallo Turchia Unione Sovietica |

## Fase finale - Francoforte sul Meno

### Finali 1º e 3º posto
|  | Semifinali       | Semifinali       | Semifinali       |                  |        | Finale 1º/2º posto | Finale 1º/2º posto | Finale 1º/2º posto |  |
|  |                  |                  |                  |                  |        |                    |                    |                    |  |
|  | Italia           | Italia           | 3                |                  |        |                    |                    |                    |  |
|  | Italia           | Italia           | 3                |                  |        |                    |                    |                    |  |
|  | Cecoslovacchia   | Cecoslovacchia   | 1                |                  |        |                    |                    |                    |  |
|  | Cecoslovacchia   | Cecoslovacchia   | 1                |                  | Italia | Italia             | 0                  |                    |  |
|  |                  |                  |                  |                  | Italia | Italia             | 0                  |                    |  |
|  |                  |                  | Unione Sovietica | Unione Sovietica | 3      |                    |                    |                    |  |
|  | Unione Sovietica | Unione Sovietica | Unione Sovietica | Unione Sovietica | 3      | 3                  |                    |                    |  |
|  | Unione Sovietica | Unione Sovietica |                  |                  |        | 3                  |                    |                    |  |
|  | Germania Ovest   | Germania Ovest   | 0                |                  |        | Finale 3º/4º posto | Finale 3º/4º posto | Finale 3º/4º posto |  |
|  | Germania Ovest   | Germania Ovest   | 0                |                  |        |                    |                    |                    |  |
|  |                  |                  |                  |                  |        |                    |                    |                    |  |
|  |                  |                  |                  |                  |        | Cecoslovacchia     | Cecoslovacchia     | 0                  |  |
|  |                  |                  |                  |                  |        | Cecoslovacchia     | Cecoslovacchia     | 0                  |  |
|  |                  |                  |                  |                  |        | Germania Ovest     | Germania Ovest     | 3                  |  |

### Finali 5º e 7º posto
|  | Semifinali   | Semifinali   | Semifinali   |              |          | Finale 5º/6º posto | Finale 5º/6º posto | Finale 5º/6º posto |  |
|  |              |              |              |              |          |                    |                    |                    |  |
|  | Jugoslavia   | Jugoslavia   | 1            |              |          |                    |                    |                    |  |
|  | Jugoslavia   | Jugoslavia   | 1            |              |          |                    |                    |                    |  |
|  | Bulgaria     | Bulgaria     | 3            |              |          |                    |                    |                    |  |
|  | Bulgaria     | Bulgaria     | 3            |              | Bulgaria | Bulgaria           | 3                  |                    |  |
|  |              |              |              |              | Bulgaria | Bulgaria           | 3                  |                    |  |
|  |              |              | Germania Est | Germania Est | 0        |                    |                    |                    |  |
|  | Germania Est | Germania Est | Germania Est | Germania Est | 0        | 3                  |                    |                    |  |
|  | Germania Est | Germania Est |              |              |          | 3                  |                    |                    |  |
|  | Paesi Bassi  | Paesi Bassi  | 1            |              |          | Finale 7º/8º posto | Finale 7º/8º posto | Finale 7º/8º posto |  |
|  | Paesi Bassi  | Paesi Bassi  | 1            |              |          |                    |                    |                    |  |
|  |              |              |              |              |          |                    |                    |                    |  |
|  |              |              |              |              |          | Jugoslavia         | Jugoslavia         | 3                  |  |
|  |              |              |              |              |          | Jugoslavia         | Jugoslavia         | 3                  |  |
|  |              |              |              |              |          | Paesi Bassi        | Paesi Bassi        | 1                  |  |

### Finali 9º e 11º posto
|  | Semifinali | Semifinali | Semifinali |           |         | Finale 9º/10º posto  | Finale 9º/10º posto  | Finale 9º/10º posto  |  |
|  |            |            |            |           |         |                      |                      |                      |  |
|  | Polonia    | Polonia    | 3          |           |         |                      |                      |                      |  |
|  | Polonia    | Polonia    | 3          |           |         |                      |                      |                      |  |
|  | Turchia    | Turchia    | 0          |           |         |                      |                      |                      |  |
|  | Turchia    | Turchia    | 0          |           | Polonia | Polonia              | 1                    |                      |  |
|  |            |            |            |           | Polonia | Polonia              | 1                    |                      |  |
|  |            |            | Finlandia  | Finlandia | 3       |                      |                      |                      |  |
|  | Finlandia  | Finlandia  | Finlandia  | Finlandia | 3       | 3                    |                      |                      |  |
|  | Finlandia  | Finlandia  |            |           |         | 3                    |                      |                      |  |
|  | Portogallo | Portogallo | 0          |           |         | Finale 11º/12º posto | Finale 11º/12º posto | Finale 11º/12º posto |  |
|  | Portogallo | Portogallo | 0          |           |         |                      |                      |                      |  |
|  |            |            |            |           |         |                      |                      |                      |  |
|  |            |            |            |           |         | Turchia              | Turchia              | 3                    |  |
|  |            |            |            |           |         | Turchia              | Turchia              | 3                    |  |
|  |            |            |            |           |         | Portogallo           | Portogallo           | 1                    |  |

## Classifica finale
| Classifica | Squadre          |
| ---------- | ---------------- |
|            | Unione Sovietica |
|            | Italia           |
|            | Germania Ovest   |
| 4          | Cecoslovacchia   |
| 5          | Bulgaria         |
| 6          | Germania Est     |
| 7          | Jugoslavia       |
| 8          | Paesi Bassi      |
| 9          | Finlandia        |
| 10         | Polonia          |
| 11         | Turchia          |
| 12         | Portogallo       |